# Euryopis pickardi
Euryopis pickardi är en spindelart som beskrevs av Claude Lévi 1963. Euryopis pickardi ingår i släktet Euryopis och familjen klotspindlar. Inga underarter finns listade i Catalogue of Life.